# 石柱渓

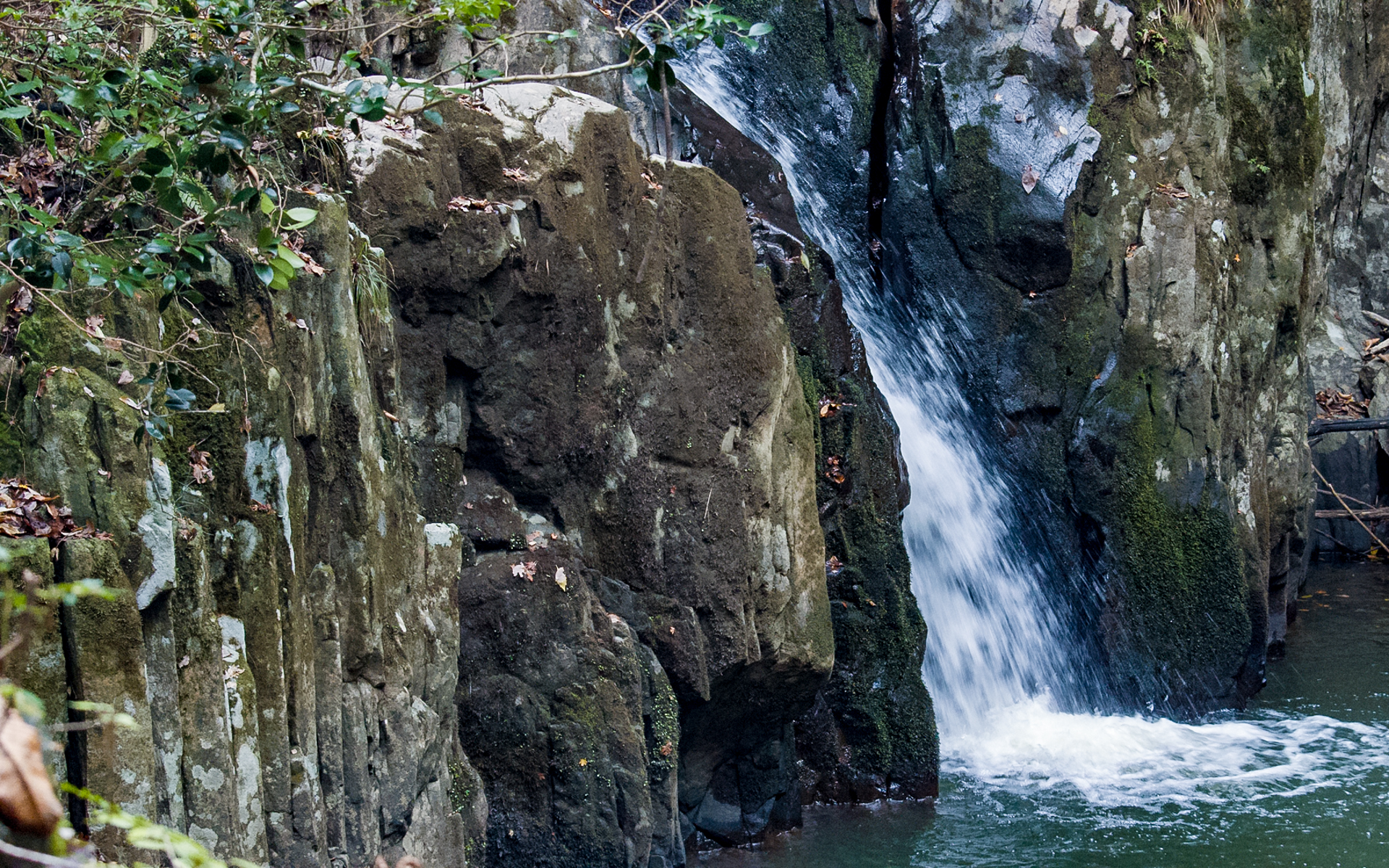
万作とお通の悲恋物語が伝わる連理の滝。お通は万作と結ばれぬ運命を儚みここへ身投げした

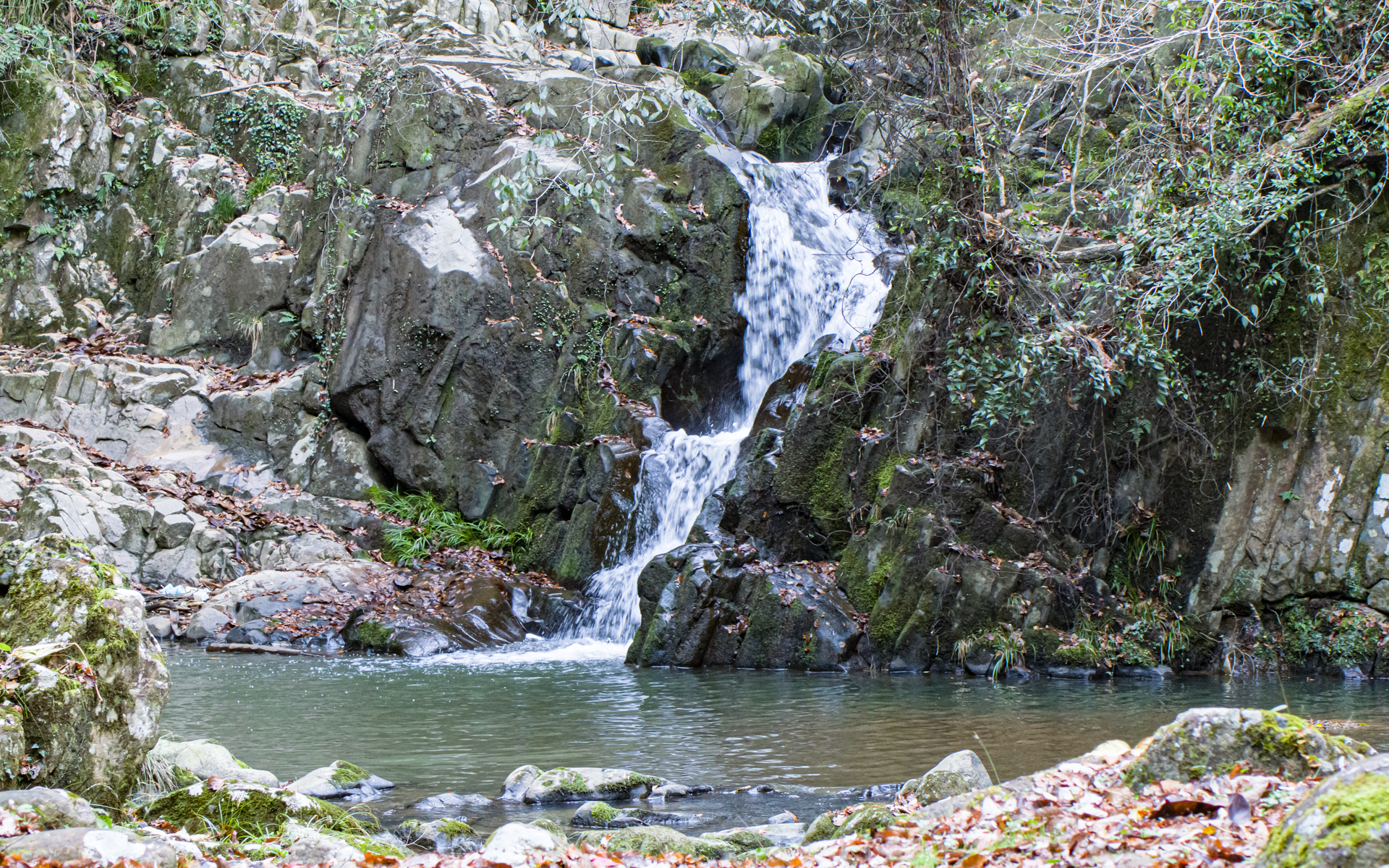
万作がお通の後を追って切腹したと伝えられる閑山の滝

石柱渓（せきちゅうけい）は、山口県下関市豊田町に位置する渓谷。
木屋川水系白根川支流の大州田川にある渓谷で、全長2キロメートル。白亜紀末期の石英斑岩を浸食し、不等辺の四角形 - 六角形の柱状節理が見られ、奇観を見せることから国の名勝及び天然記念物に指定されている（1926年）。また、この節理が名の由来に基づく。また、小規模の瀑布が多い。画家の高島北海が紹介したことにより、名を知られるようになった。